# 三星Galaxy Alpha
三星Galaxy Alpha 是三星电子制造的Android智慧型手机，于2014年9月发布，运行Android 4.4.4 KitKat（现已可升級至Android 5.0.2 Lolipop）。这台智慧型手机搭载了八核 Exynos 5430 SoC，由 四核1.8 GHz Cortex-A15 和四核1.3 GHz Cortex-A7核心、Mali-T628 MP6 GPU、2 GB的记忆体和32 GB储存空间组成，三星Galaxy Alpha没有micro SD插槽所以不能扩充容量, 电池为可拆卸式1860mAh，不支援快充。三星Galaxy Alpha只有115克。

## 技術規格
- 後置攝像頭：1200萬像素
- 前置攝像頭：210萬像素
- 記憶體：2 GB RAM
- 儲存空間：32 GB
- 電池：1860 mAh
- 屏幕尺寸：4.7寸
- 處理器：四核1.8 GHz Cortex-A15 和四核1.3 GHz Cortex-A7
- 作業系統：Android 4.4.4 KitKat（现已可升級至Android 5.0.2 Lolipop）
- 重量：115克
- Super AMOLED 電容式觸摸屏